# Kivule
Kivule è una circoscrizione urbana (urban ward) della Tanzania situata nel distretto di Ilala, regione di Dar es Salaam. Conta una popolazione di 72 032 abitanti (censimento 2012).